# Høvængesten

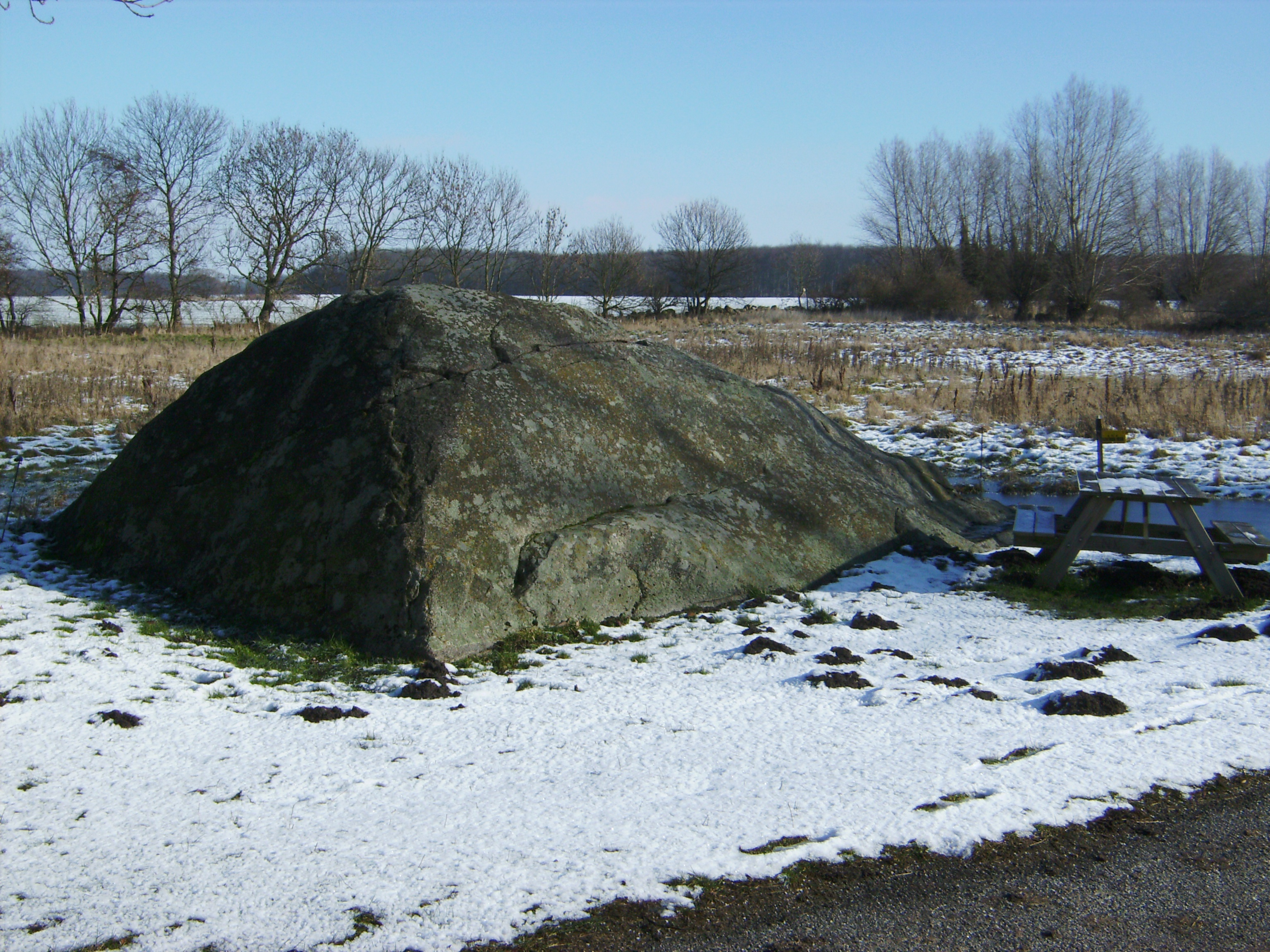
Høvængesten

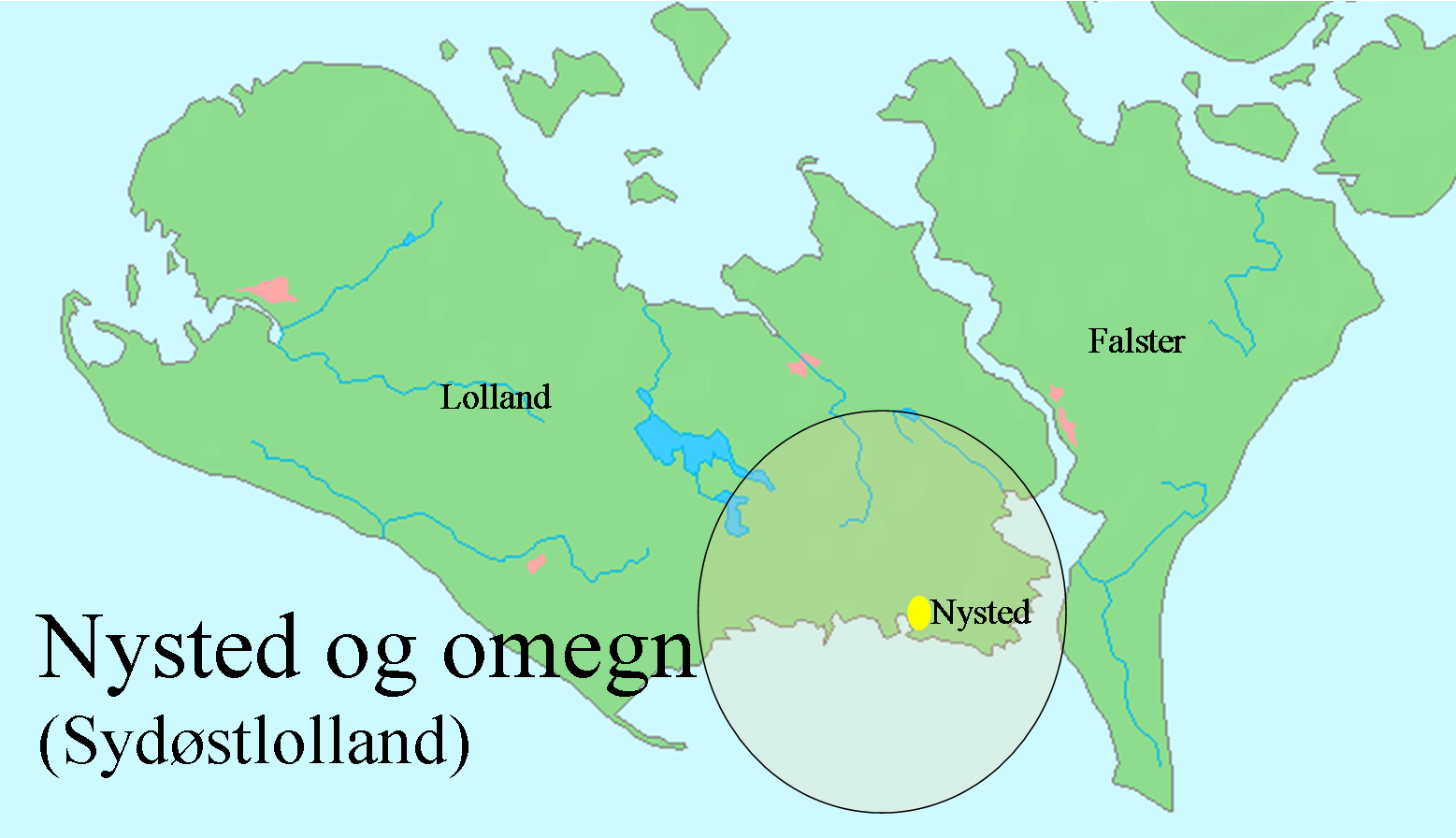
Karte

Der Høvængesten (auch Dødemose- oder Sagnsten; deutsch „Sagenstein“ genannt) ist der größte Findling auf der dänischen Insel Lolland. Er liegt an einem Knick der Straße Høvængevej im Süden von Øster Ulslev. Der regionale Radweg 38 (Paradisruten) führt am Stein vorbei.
Der etwa 8,0 m lange und 7,0 m breite Stein, von dem oben ein Stück durch Abwitterung ausgebrochen ist, liegt mit dem größten Teil seiner Masse im Boden und ist daher größenmäßig nicht genau zu bestimmen. Er könnte nach dem Dammesten der zweitgrößte Findling Dänemarks sein. 

## Legenden
Es gibt Legenden über den Høvængestenen. Eine besagt, dass er von Trollen aus Nysted etwa 7,0 km nach Westen geworfen wurde. Eine zweite Legende erzählt, dass einige „højfolket“ (dt. Hügelvolk) genannte Wesen den Stein vom Boden des Maribosees geholt haben. Sie begruben ihr Gold und Silber darunter, bevor sie Lolland verließen. Es wird gemäß einer häufigen Legende auch gesagt, dass der Stein sich dreht, wenn es nach frischem Brot riecht.

## Dolmen im Høvænge Skov
Im Jahr 1879 war der etwa 1,8 m hohe Rundhügel des Dolmens SB 4 im Høvænge Skov vermutlich noch unbeschädigt. 1929 heißt es der 1,7 m hohe Hügel hat 21 m Durchmesser. Etwa 40 bis 0,5 m breite Randsteine sind sichtbar. Vor allem im Norden, wird er durch Dachsbaue gestört. Von den dreien auf der Karte eingezeichneten Hügeln in der Nähe existiert noch der 1858 beschriebene des Dolmens SB 16. 1929 wurden am etwa einen Meter hohen Hügel die Randsteine im Osten und Süden entfernt.